# Apsyda (architektura)

Plan kościoła z zaznaczoną apsydą

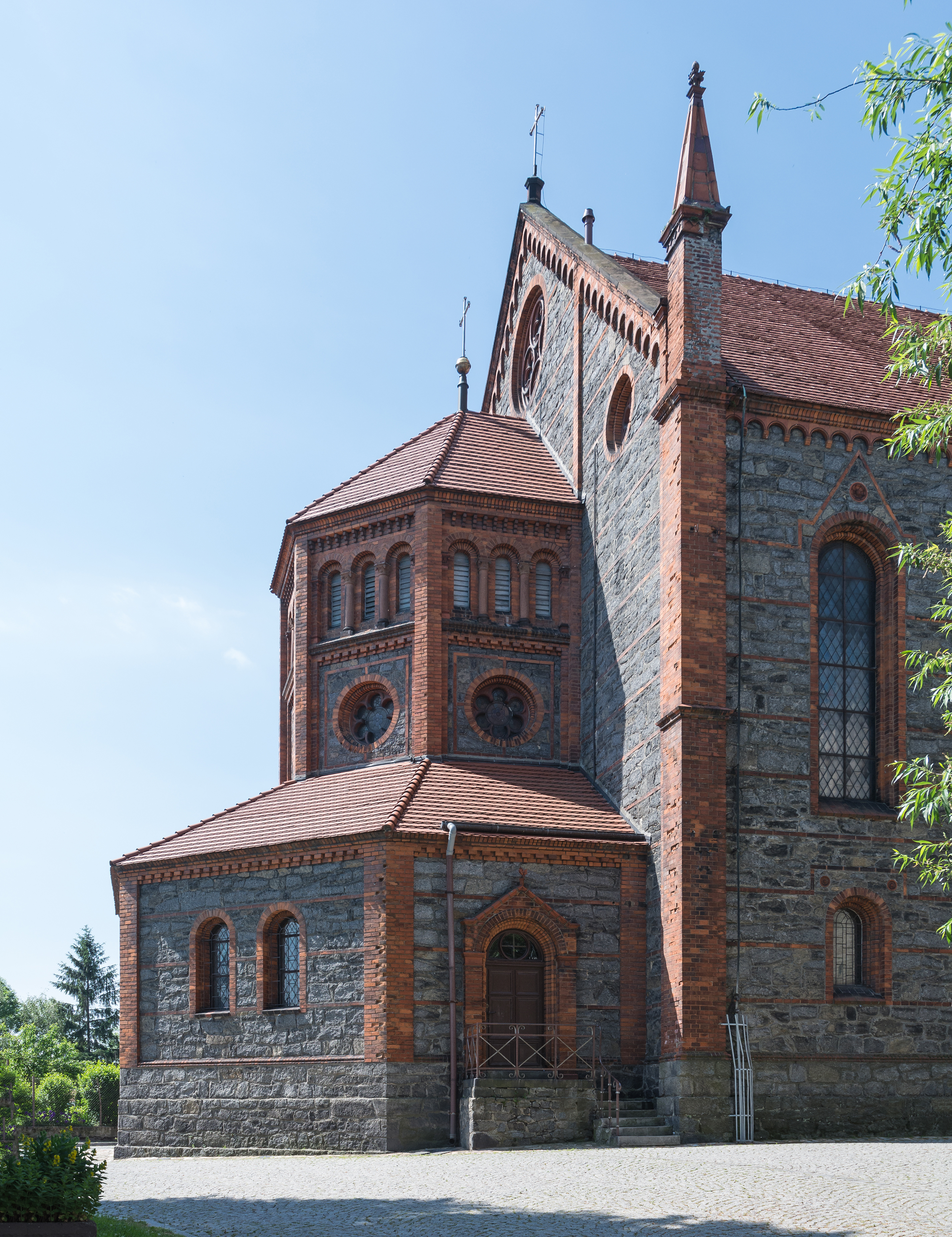
Apsyda wieloboczna kościoła w Niemczy

Apsyda (lub absyda) – pomieszczenie na rzucie półkola, półelipsy lub wieloboku, dostawione do bryły budynku, często świątyni i otwarte do jej wnętrza. Zazwyczaj zamyka prezbiterium, czasem nawy boczne i ramiona transeptu lub westwerk. Apsyda jest zwykle mniejsza lub równa bryle części budynku, która jest przez nią zamknięta. Występowała już w architekturze rzymskiej, stąd przejęta przez chrześcijaństwo.
Apsydy półkoliste występowały od wczesnego chrześcijaństwa do romanizmu. Gotyk stosował przeważnie wieloboczne zamknięcia naw, które czasem są też określane mianem apsyd.
Mała absyda, dostawiona do większej, zwana jest apsydiolą.